# Kagamiishi, Fukushima
Kagamiishi (鏡石町 Kagamiishi-machi) là thị trấn thuộc huyện Iwase, tỉnh Fukushima, Nhật Bản. Tính đến ngày 1 tháng 10 năm 2020, dân số ước tính thị trấn là 12.318 người và mật độ dân số là 390 người/km2. Tổng diện tích thị trấn là 31,30 km2.

## Địa lý

### Đô thị lân cận
- Fukushima
  - Ten'ei
  - Sukagawa
  - Yabuki
  - Tamakawa

## Giao thông

### Đường sắt
JR East – Tuyến Tōhoku chính
- Kagamiishi

### Cao tốc/Xa lộ
- Cao tốc Tōhoku
- Quốc lộ 4
- Quốc lộ 118